# Ratzeburg
Ratzeburg (česky Ratibor) je město ve Šlesvicku-Holštýnsku, Německo.
Je hlavním městem zemského okresu Vévodství lauenburské.

## Geografie
Ratzeburg je ze všech stran obklopen vodou. Je známý především jako populární lázeňské město.

## Historie
V první polovině 6. století území osídlili Obdorité. Ratzeburg je písemně zmíněn v Kronice Slovanů Helmolda z Bosau z 60. – 70. let 12. století pod jménem Racisburg (tj. Ratiborovo hradiště) jako středisko kmene Polabanů. Jméno města se odvozuje od polabského či vagerského knížete Ratibora
V roce 1044 přišli do města křesťanští misionáři pod vedením mnicha Ansveruse a postavili zde klášter. Roku 1066 byl klášter vypálen pohanským rujánským kmenem Ránů. V letech 1236–1250 byl místním biskupem premonstrátský řeholní kanovník Ludolf, který po sporech s vévodou Albrechtem Saským zemřel mučednickou smrtí.

## Seznam starostů
- 1872–1896: Gustav Heinrich Friedrich Hornborstel
- 1897–1909: Friedrich Tronier
- 1909–1925: Friedrich Goecke
- 1926–1938: Karl Saalfeld
- 1938–1939: Karl Michaelis
- 1939–1945: Max Stelter
- 1945–1946: Karl Kiesewetter
- 1946–1962: Otto Hofer
- 1962–1968: Friedhelm Schöber
- 1968–1989: Peter Schmidt
- 1989–2001: Bernd Zukowski
- 2001–2007: Michael Ziethen
- 2007: Rainer Voß

## Partnerská města
- Esneux, Belgie
- Châtillon-sur-Seine, Francie
- Ribe, Dánsko
- Sopoty, Polsko
- Strängnäs, Švédsko
- Walcourt, Belgie